# مرغ بهشتی (گیاه)

## خرید گل پرنده بهشتی: گل پرنده بهشتی نماد چیست؟
گل استرلیتزیا یا گل پرنده‌ بهشتی یکی از رنگارنگ‌ترین گل های دنیا و نماد عشق و ایمان است. به این ترتیب یک هدیه رمانتیک تلقی می شود. نام آن از ظاهر دیدنی‌اش وام می گیرد. گل پرنده بهشتی شبیه به پرنده ای است که با پروبال های زینتی و رنگین خود درحال پرواز است. ظاهر خاص و رنگ درخشانش توجه هنرمندان را آنچنان به خود جلب کرده است که آنرا نمادی محبوب از بهشت می‌دانند.
گل پرنده بهشتی به انگلیسی به Birds of Paradise معروف است.
با توجه به قیمت گل پرنده بهشتی، این گل دکوری تمام عیار در تاج گل طبیعی برای جشن عروسی، تولد و دورهمی‌ها است. ماندگاری فوق العاده‌اش آنرا از سایر هم نوعانش متمایز ساخته بطوریکه تا مدت زمان طولانی طراوت خود را حفظ می کند. با این ویژگی برجسته مناسب‌ترین انتخاب برای تزئین دفترکار یا سالن های مهمانی است. برای خرید گل پرنده بهشتی می توانید به گل فروشی آنلاین گل باما مراجعه کنید. ما تلاش می کنیم همان‌هایی را که می خواهید به عزیزانتان هدیه دهید برای شما فراهم کنیم و در شیرین‌ترین لحظه‌های زندگی همراهتان باشیم.

## برگهای خارق العاده گل استرلیتزیا
گل پرنده بهشتی با وجود برگهای همیشه سبز و ضخیمش در ردیف گیاهان تزئینی قرار می گیرد. برگ گل پرنده بهشتی نظیر برگ‌های کوچک موز هستند که با دمبرگ‌ها یا پایه های طویل خود، برگ را به ساقه وصل می کنند. این برگ‌های در دو ردیف قرار گرفته‌اند. آنها همانند تاج بادبزن شکلی کاکل گل پرنده بهشتی را تزیین کرده‌اند. تیغه‌ی برگ این گل  15 سانتیمتر پهنا و حدودا 45 سانتی متر طول دارد همچنین گل استرلیتزیا معمولا تا 1 متر قد می‌کشد.

## گل پرنده بهشتی عجیب‌ترین گل دنیا
شگفت انگیزترین قسمت این گیاه گل آن است. گل های پرنده بهشتی به صورت افقی از غلاف کاسبرگ ضخیمی سر می کشند. گل این گیاه برفراز ساقه‌های بلندی رشد می کند، که طولشان به 1متر و 50 سانتی متر هم می رسد. غلاف محکم کاسبرگ این گیاه از مجموعه برگچه های زیبای قایقی شکل تشکیل شده است. آنها به رنگ های سبز، قرمز و بنفش دیده می شوند که گلبرگ از آنها خارج می شوند. طول این کاسبرگ از 10 تا 20 سانتیمتر متغیر است و این موضوع به سن و اندازه‌ی گیاه بستگی دارد.
 گل مرغ بهشت(نام علمی: Strelitzia reginae) نام یک گونه از راسته زنجبیل‌سانان است.

## نگارخانه

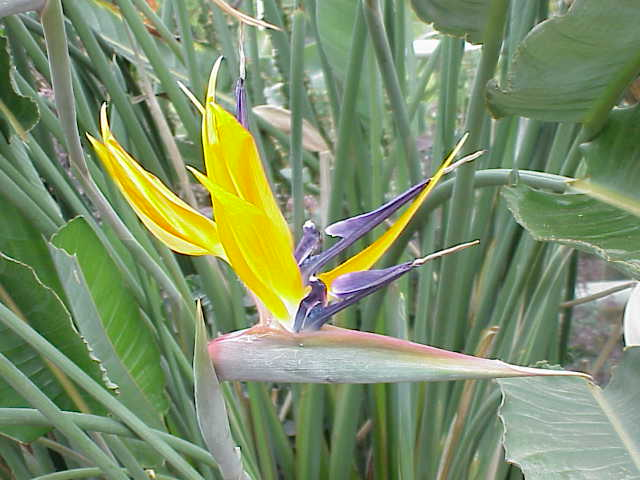
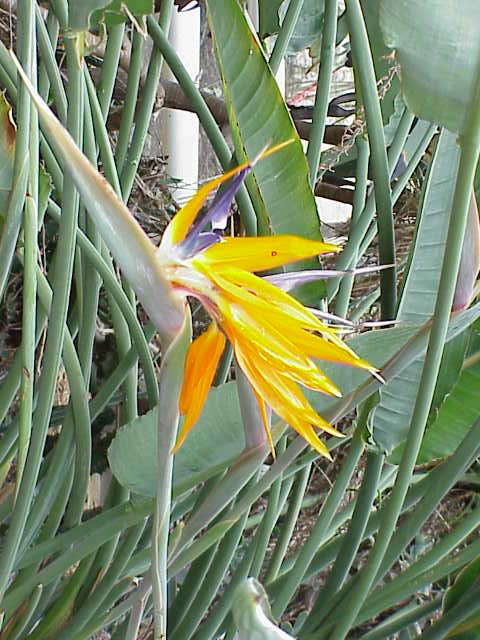
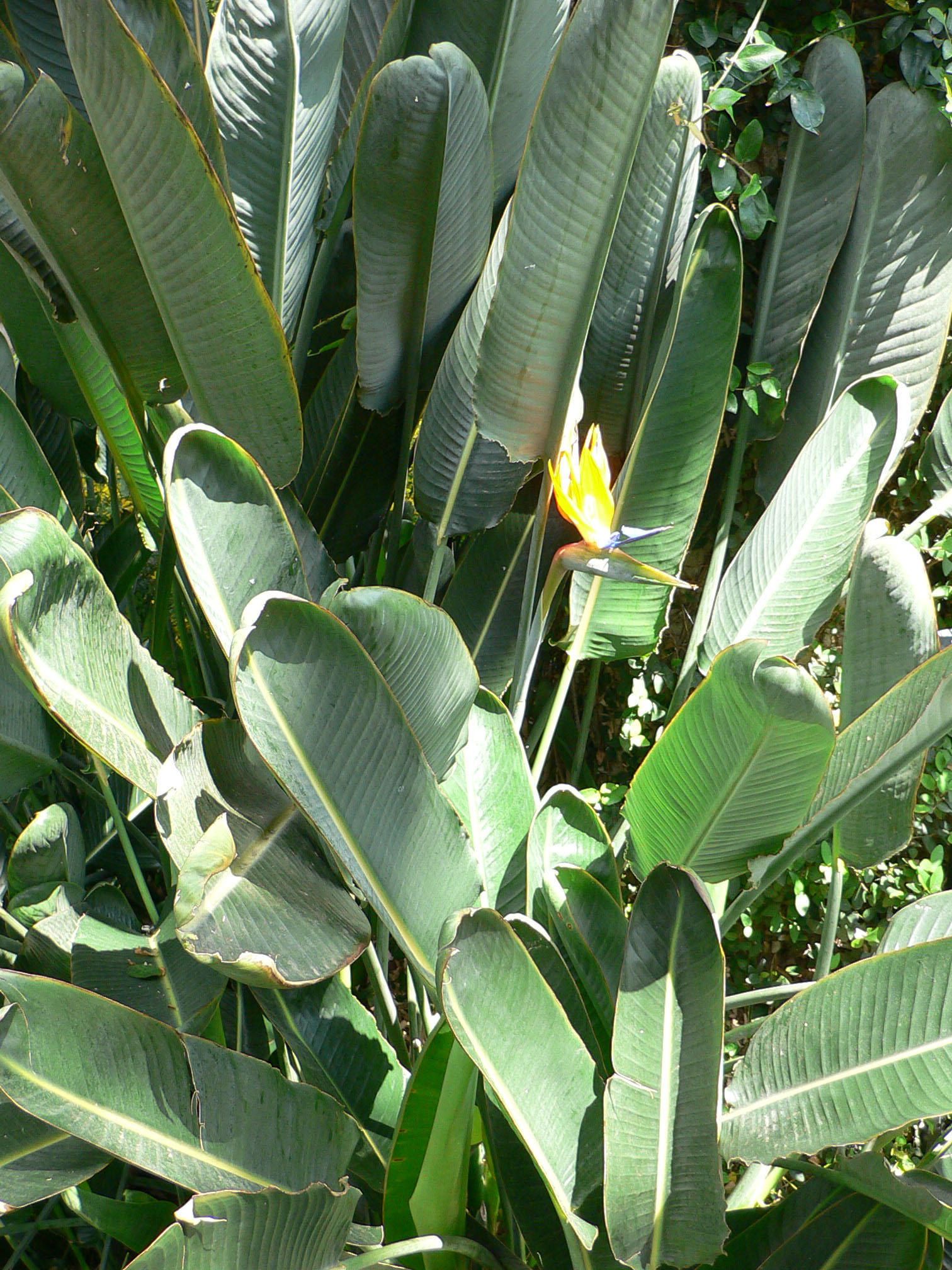
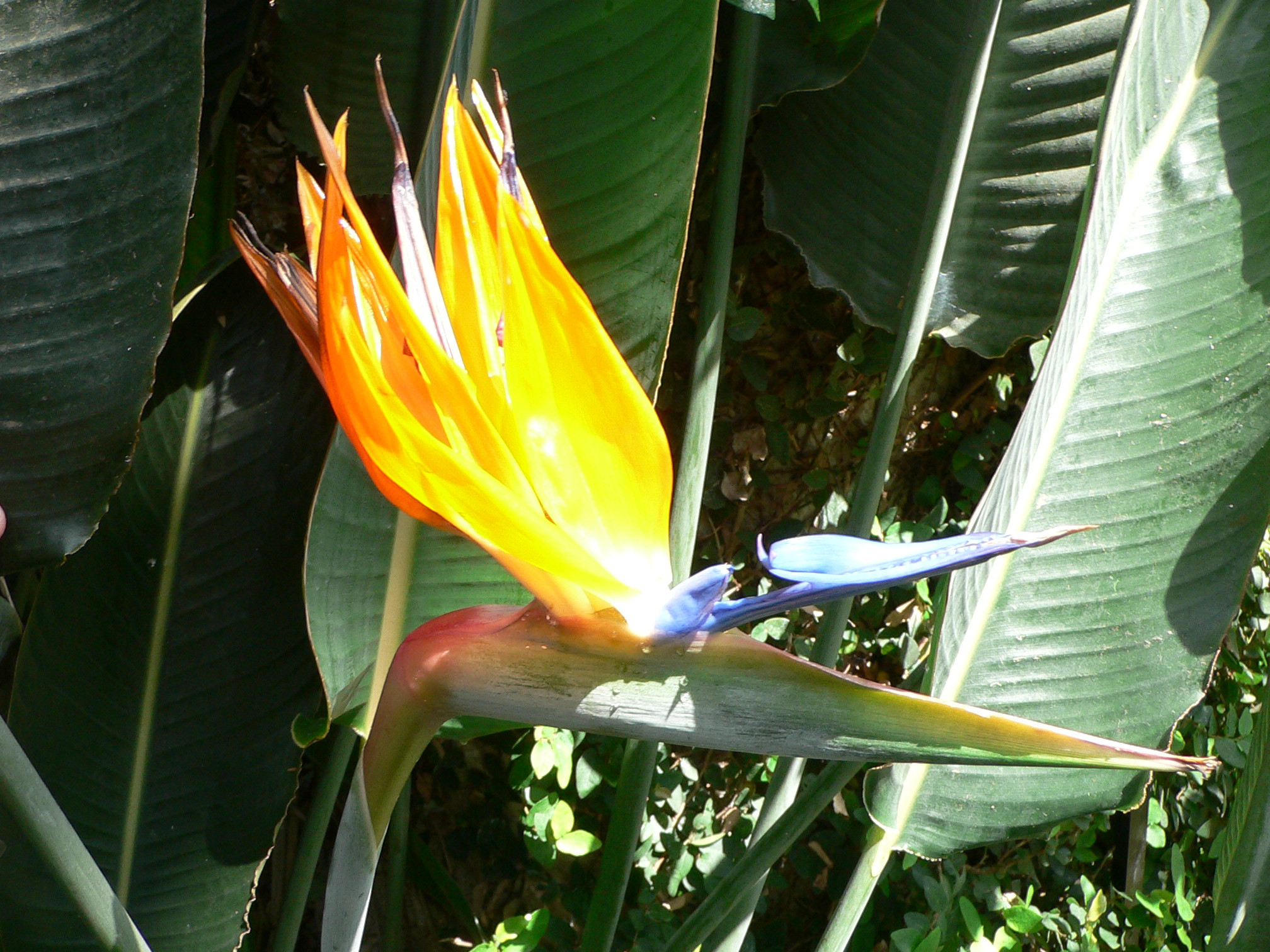
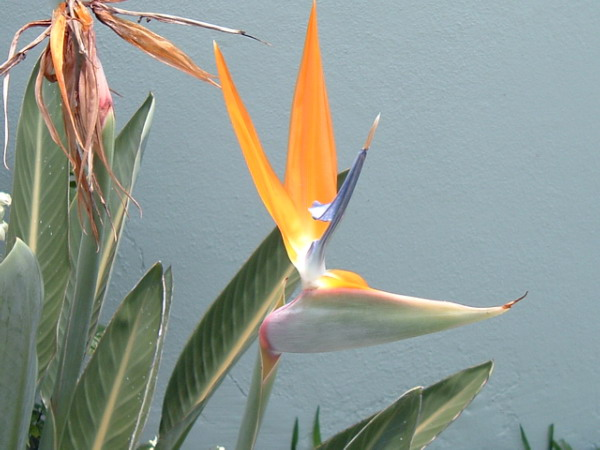
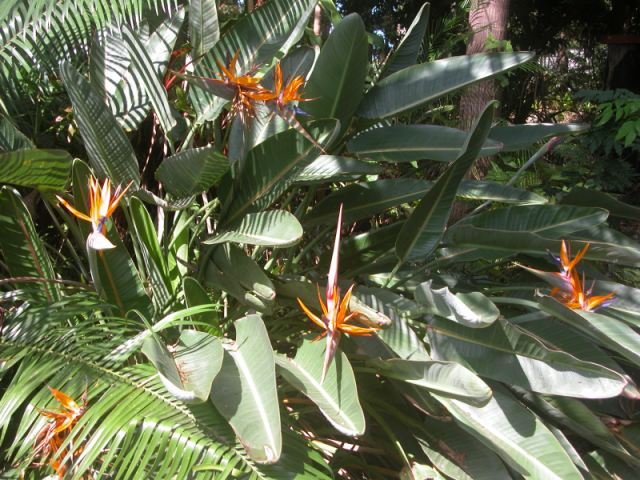
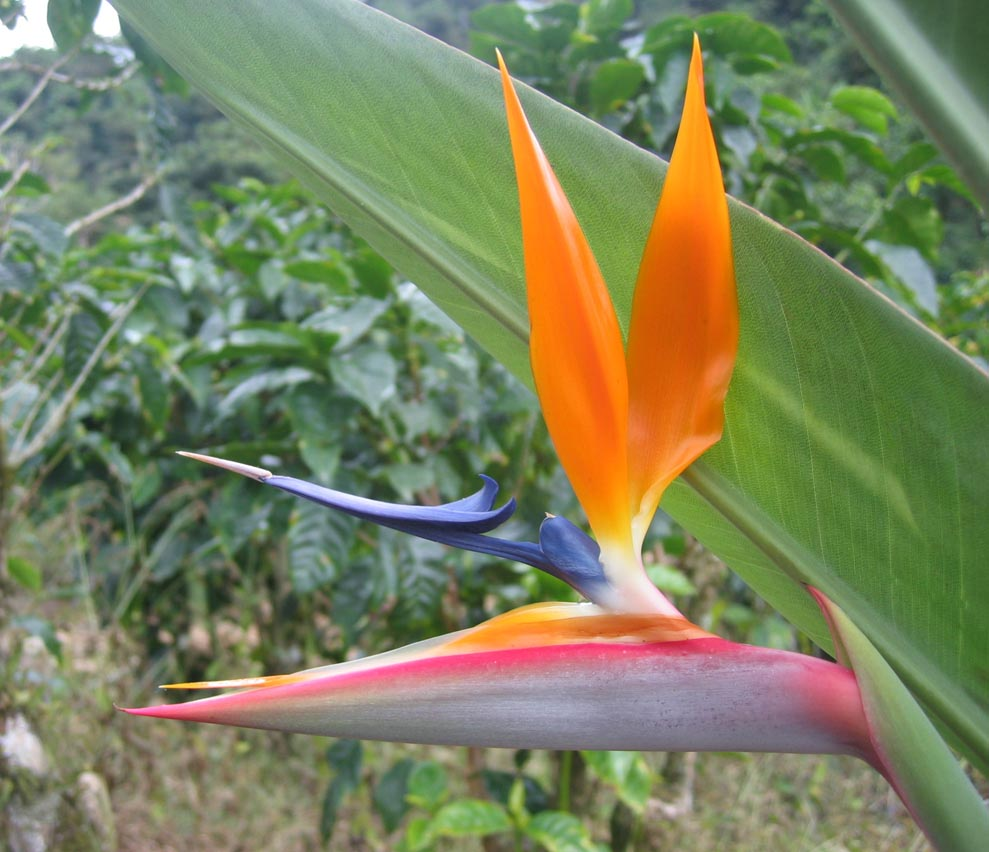
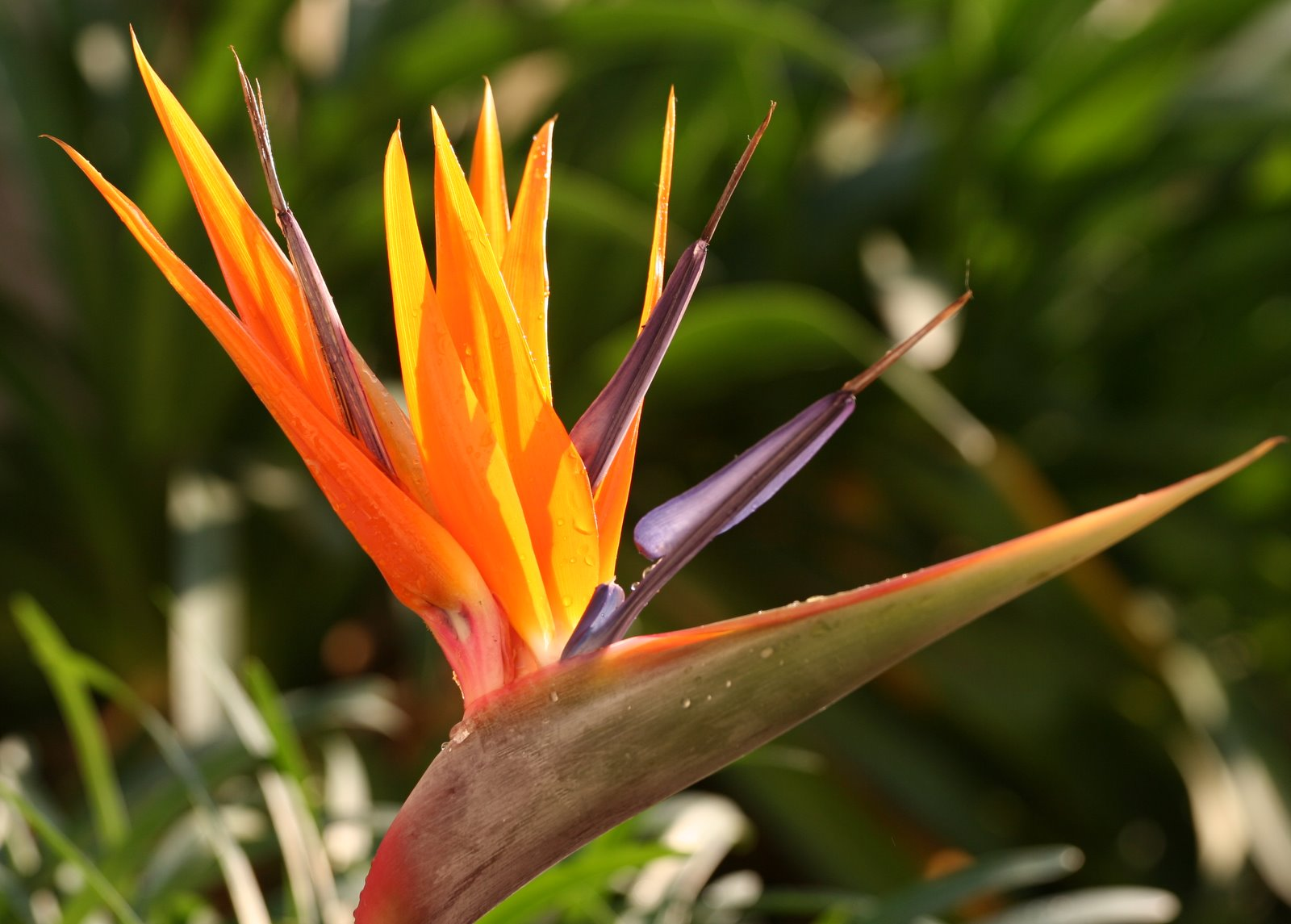